# Volledige Werken (Multatuli)
De Volledige Werken (VW) van Multatuli bestaat uit 25 delen. Het eerste deel verscheen in 1950 en het laatste in 1995. De Volledige werken zijn alle volledig online te lezen bij Digitale Bibliotheek voor de Nederlandse Letteren (DBNL).
Hieronder volgt een overzicht van de verschillende delen.
In tegenstelling tot de Verzamelde Werken (tien delen) bevat de Volledige Werken alles wat Multatuli geschreven heeft.  
Deel 1 tot en met deel 17 zijn verzorgd door Garmt Stuiveling.
Deel 18 - 23 zijn verzorgd door Hans van den Bergh en Berry Dongelmans.
Deel 24 en 25 zijn verzorgd door Hans van den Bergh en D. van der Meulen.
Deel 25 bevat een register op alle voorgaande delen van de hand van Willem van Duijn.
Alle teksten zijn zoveel als mogelijk chronologisch gerangschikt.
Op de in deze editie gepresenteerde teksten is veel kritiek mogelijk. Garmt Stuiveling streefde een soort van "ideale tekst-versie" na, en was niet beschroomd om een nieuwe tekst te construeren op basis van meerdere drukken en/of handschriften. Dit alles volgens Stuivelings persoonlijke, soms eigenzinnige opvattingen. 
Op deze uitgave was van het begin aan veel kritiek ook vanuit vakkringen en daarbuiten. Felle kritiek is te lezen bij Willem Frederik Hermans in bijvoorbeeld het voorwoord van de facsimile-uitgave van de vijfde druk van de Max Havelaar.
Voor de typografische bijzonderheden van Multatuli's teksten in de historische drukken, zoals bijvoorbeeld het gebruik van cursief, klein kapitalen, spatiëren en witregels, is in de VW weinig over. Ook de spelling werd gemoderniseerd. 

## Deel 1 (1950)
- 1859 - Geloofsbelydenis
- 1860 - Max Havelaar of de koffiveilingen der Nederlandsche Handelmaatschappy
- 1860 - Brief aan Ds. W. Francken Azn.
- 1860 - Brief aan den Gouverneur-Generaal in ruste
- 1860 - Aan de stemgerechtigden in het kiesdistrikt Tiel
- 1860 - Max Havelaar aan Multatuli
- 1861 - Het gebed van den onwetende
- 1861 - Wys my de plaats waar ik gezaaid heb

## Deel 2 (1951)
- 1861 - Minnebrieven
- 1862 - Over vrijen arbeid in Nederlandsch Indië en de tegenwoordige koloniale agitatie
- 1862 - Brief aan Quintillianus
- 1862 - Ideeën I

## Deel 3 (1951)
- 1862 - Japansche gesprekken
- 1863 - De school des levens
- 1864-1865 - Ideeën II
- 1864 - De bruid daarboven. Tooneelspel in vijf bedrijven
- 1865 - De zegen Gods door Waterloo
- 1865 - Franse Rymen

## Deel 4 (1952)
- Een en ander over Pruisen en Nederland
- Causerieën
- De maatschappij tot nut van den Javaan
- Ideeën III

## Deel 5 (1952)
- Millioenen-studiën
- Divagatiën over zeker soort van liberalismus
- Nog eens: vrije arbeid in Nederlands-Indië
- Duizend-en-enige hoofdstukken over specialiteiten
- Brief aan den koning

## Deel 6 (1952)
- Ideeën IV
- Ideeën V

## Deel 7 (1952)
- Ideeën VI
- Ideeën VII
- Aleid
- Onafgewerkte blaadjes

## Deel 8 (1954)
- Brieven en dokumenten uit de jaren 1820-1846

## Deel 9 (1956)
- Brieven en dokumenten uit de jaren 1846-1857

## Deel 10 (1960)
- Brieven en dokumenten uit de jaren 1858-1862

## Deel 11 (1977)
- Brieven en dokumenten uit de jaren 1862-1866

## Deel 12 (1979)
- Brieven en dokumenten uit de jaren 1867-1868

## Deel 13 (1980)
- Brieven en dokumenten uit de jaren 1868-1869

## Deel 14 (1982)
- Brieven en dokumenten uit de jaren 1870-1871

## Deel 15 (1983)
- Brieven en dokumenten uit de jaren 1872-1873

## Deel 16 (1984)
- Brieven en dokumenten uit de jaren 1873-1874

## Deel 17 (1986)
- Brieven en dokumenten uit de jaren 1874-1875

## Deel 18 (1987)
- Brieven en dokumenten uit de jaren 1875-1877

## Deel 19 (1989)
- Brieven en dokumenten uit de jaren 1878-1879

## Deel 20 (1989)
- Brieven en dokumenten uit de jaren 1879-1880

## Deel 21 (1990)
- Brieven en dokumenten uit de jaren 1881-1882

## Deel 22 (1991)
- Brieven en dokumenten uit de jaren 1882-1883

## Deel 23 (1993)
- Brieven en dokumenten uit de jaren 1884-1886

## Deel 24 (1995)
- Brieven en dokumenten uit de jaren 1887. Nagekomen brieven en dokumenten uit de jaren 1839-1886.

## Deel 25 (1995)
- Nagekomen brieven en dokumenten uit de jaren 1871-1886 en register.